# Андреа Коевська
Андреа Коевська (нар. 14 лютого 2000), також відома під мононімом Андреа — македонська співачка. Вона представляла Північну Македонію на Пісенному конкурсі Євробачення 2022 з піснею «Circles».

## Біографія
Андреа Коевська народилася 14 лютого 2000 року в Скоп'є. Співачка походить із респектабельної родини: її батько є професором права, матір — вчена-фізик. Батьки очікували, що Андреа піде їхніми стопами та зробить «цінну» кар'єру. Але дівчина вирішила присвятити свій час музиці.
Любов до музики в Андреа проявилася в ранньому дитинстві, коли у віці п'яти років вона разом з батьками переїхала до Гарлема, штат Нью-Йорк, США, де вони прожили рік. Її першими спогадами про музику були звуки госпелу, соулу, джазу та ритм-енд-блюзу, які перетворили її на величезну любительку музики. Вона також назвала Лорін Гілл і Гейлі Вільямс одними зі своїх музичних натхненниць.
Андреа грає на двох інструментах: гітарі й фортепіано, але каже, що голос є її найсильнішим інструментом.

## Кар'єра
Музична історія Андреа почалася зовсім випадково, коли у своєму Instagram-акаунті вона виклала короткі відео для розваги з адоптаціями та перекладами відомих поп- і рок-хітів. Її талант і вокальні здібності помітив і визнав відомий музичний продюсер Александр Масевський, який запросив її до себе у студію і запропонував співпрацю. Він також був головним мотиватором для її подальшого вступу на факультет музики, на кафедру сольного співу спрямування популярних жанрів.
Коевська та її продюсер Александр вирішили почати випускати пісні з текстами виключно англійською мовою, щоб музика швидше доходила до слухачів і допомагала легше будувати міжнародну кар'єру. Перша пісня співачки «I Know» вийшла 23 жовтня 2020 року. Пісня транслювалася на понад 100 радіостанціях у багатьох країнах, включно з США, Великою Британією, Канадою, Швейцарією, Італією, Францією, Німеччиною, Норвегією, ПАР, Грецією, Болгарією, Північною Македонію та ін. За короткий час композиція зібрала сотні тисяч переглядів на YouTube і понад 4 мільйони переглядів на платформі TickTock. Андреа також з'являлася в кількох подкастах з Мексики та Нідерландів.
У лютому 2021 року в рамках оркестрового музичного проєкту «Fames» вона та її команда у співпраці з музичним композитором Бете Ілін, диригентом Олегом Кондратенком та відеопродюсером Володимиром Мітревським Гуле здійснили оркестрове виконання своїх пісень.

### Євробачення
У 2022 році Андреа виграла національний відбір Північної Македонії «Za Evrosong 2022», здобувши перемогу проти Віктора з піснею «Superman» і перемогу за голосуванням міжнародного журі. Після цього співачка отримала право представляти свою країну на Пісенному конкурсі Євробачення 2022 в Турині, Італія.
Під час церемонії відкриття Євробачення 2022, «Бірюзової доріжки», що відбулася 8 травня 2022 року Андреа кинула на землю прапор своєї країни, перш ніж позувати для преси. Пізніше македонська телекомпанія MRT опублікувала заяву, у якій засудила дії Андреи, зазначивши, що «наруга над національним символом карається законом Македонії». Також телекомпанія заявила, що розглядає можливість відкликання Андреа з конкурсу, а на людей у делегації, які вважаються відповідальними за інцидент, будуть накладені санкції. Пізніше того ж дня співачка вибачилася за свій вчинок. 11 травня MRT заявили, що вони проведуть дисциплінарні заходи після повернення делегації з Турина, а також зазначили, що розглядають імовірність того, що Північна Македонія не повернеться на конкурс 2023 року у зв'язку з негативним розголосом, спричиненим інцидентом.
На Євробаченні Андреа взяла участь у другому півфіналі, що відбувся 12 травня 2022 року, де посіла 11 місце з 18 учасників. Оскільки до фіналу потрапили 10 кращих виконавців, Андреа опинилася поза конкурсом.

## Дискографія

### Сингли
| Назва                         | Рік  | Альбом        |
| ----------------------------- | ---- | ------------- |
| «I Know»                      | 2020 | поза альбомом |
| «I Don't Know Your Name»      | 2020 | поза альбомом |
| «I Know (Orchestral Version)» | 2021 | поза альбомом |
| «Woody Guthrie»               | 2021 | поза альбомом |
| «Talk To Me»                  | 2021 | поза альбомом |
| «Betting on You»              | 2021 | поза альбомом |
| «Choose My Way»               | 2021 | поза альбомом |
| «Circles»                     | 2022 | поза альбомом |